# والریو پرنتینو
والریو پرنتینو (ایتالیایی: Valerio Perentin؛ ۱۲ ژوئیهٔ ۱۹۰۹ – ۷ ژانویهٔ ۱۹۹۸) قایقران روئینگ اهل ایتالیا بود.
وی در مسابقات کشوری و بین‌المللی در مجموع برندهٔ ۵ مدال طلا، ۱ مدال نقره شده‌است.